# Janez Puhar
Janez Puhar (Kranj, 26 agosto 1814 – Kranj, 7 agosto 1864) è stato un fotografo e inventore sloveno.
Nasce a Kranj nell'allora Impero austro-ungarico. Di vocazione sacerdote, nel 1842 inventa una tecnica di fotografia su vetro.

## Biografia
Nasce il 26 agosto 1814 a Kranj, in una famiglia di artigianati nota fin dal diciassettesimo secolo. Nei documenti anagrafici è descritto con il nome di August Johann Pucher.
È vissuto con un fratello, anch'egli sacerdote, e tre sorelle, di cui solo Teresia si sposa e ha dei figli. August era un bambino sveglio e curioso: finita la scuola normale a Kranj, si iscrive presso il ginnasio di Lubiana, dove fu notato per il suo talento in diverse materie, soprattutto nelle lingue: latino, francese, tedesco, inglese ed italiano. Scriveva poesie, disegnava e si interessava di botanica. Nelle classi superiori eccelleva in matematica, in fisica e in chimica. Possedeva anche talento musicale, e più tardi fu in grado di costruire diversi strumenti.. Terminato il ginnasio desiderava dedicarsi all'arte, però come si usava in quei tempi e per desiderio di sua madre, venne iscritto al seminario. Nel 1838 fu consacrato sacerdote e inviato a Leskovec vicino Krsko come sacerdote ausiliario.

### L'interesse per la fotografia
A Jannes Puhar più della sua vocazione di sacerdote interessava la fotografia. Quando nel 1839 l'Accademia francese delle scienze ha rivelato l'invenzione della fotografia dagherrotipia anche Puhar si impegnò per impararne la procedura. Nel frattempo, consacrato sacerdote a Metlika, inizia in solitudine a sperimentare. Dopo il trasferimento a Ljubno sul Gorenjskem perfeziona la sua invenzione : la fotografia su vetro.
Venne trasferito diverse volte. Da Liubno a Radovljica e nel 1846 da Radovljica a Bled. In quest'ultima città, grazie ai primi turisti provenienti da Inghilterra, Francia e America, la sua invenzione ha iniziato ad ricevere i suoi primi riconoscimenti. Grazie alla sua conoscenza delle lingue, era in grado di comunicare facilmente, suscitando interesse e curiosità per il suo talento. L'incontro più importante fu con il visconte francese Louiso de Dax, giunto a Bled nel 1849 per curarsi. Dalla biografia si deduce che il visconte e Jannes hanno discusso di fotografia ed arte, e che Dax, acquista quattro foto su vetro prodotte dallo stesso Puhar. Nel 1852 l'importante giornale francese La Lumière pubblica un articolo su Puhar, dove lo descriveva come innovatore ed artista, che, pur trovandosi in condizioni molto modeste, fu in grado di realizzare ammirevoli ed eccellenti fotografie.

### Un ulteriore trasferimento
Nel 1853 fu trasferito a Cerklje na Gorenjskem. Con la partenza da Bled cessano i contatti con le persone interessanti che aveva conosciuto e in grado di diffondere notizie sullo sviluppo scientifico, e in particolar modo delle sue invenzioni. Fu un duro colpo per lui, come lo furono anche le morti del padre e della sorella Francka. A Cerklje sperimentava ancora, e scriveva di nuovi procedimenti, come fotografia sulla carta e proiezione su vetro, ma non era più nelle condizioni di pubblicare i procedimenti delle sue invenzioni. Con gli ultimi trasferimenti a Smlednik, Kamnik alla fine a Dovje, Puhar si ammalò, a causa, probabilmente delle sostanze nocive che inalava durante i suoi sperimenti. Nell'estate 1864 torna alla nativa Kanj, gravemente malato ai polmoni, dove all'età di 49 anni, muore il 7 agosto 1864.

## Lavoro nel campo della fotografia
È noto come l'inventore della fotografia su vetro. L'invenzione principale della fotografia tradizionale è del 1839, ed è attribuita al francese Lois Jacques Mande Daguerre, e, nello stesso tempo gettavano le fondamenta della ripresa fotografica permanente anche altri inventori : Joseph Cigini, Nicephore e Abel Niepce de Saint Victor, William Henry, Fox Talbort, John Herschell e altri. Janez Puhar ha tuttavia precorso quei procedimenti in diversi punti, soprattutto per il tempo di esposizione : l'esposizione di Puhar durava 15 secondi, mentre gli altri la misuravano in minuti o addirittura in ore, innovazione che gli consentiva di fotografare anche ritratti. L'altro vantaggio era la visione in positivo che permetteva la foto su vetro, procedimento disponibile anche per la riproduzione su carta. Oggi, che sono passati più di cento cinquant'anni dalla sua invenzione, le fotografie di Puhar mostrano un'eccellente resistenza, e sono benissimo conservate.

### La fotografia su vetro

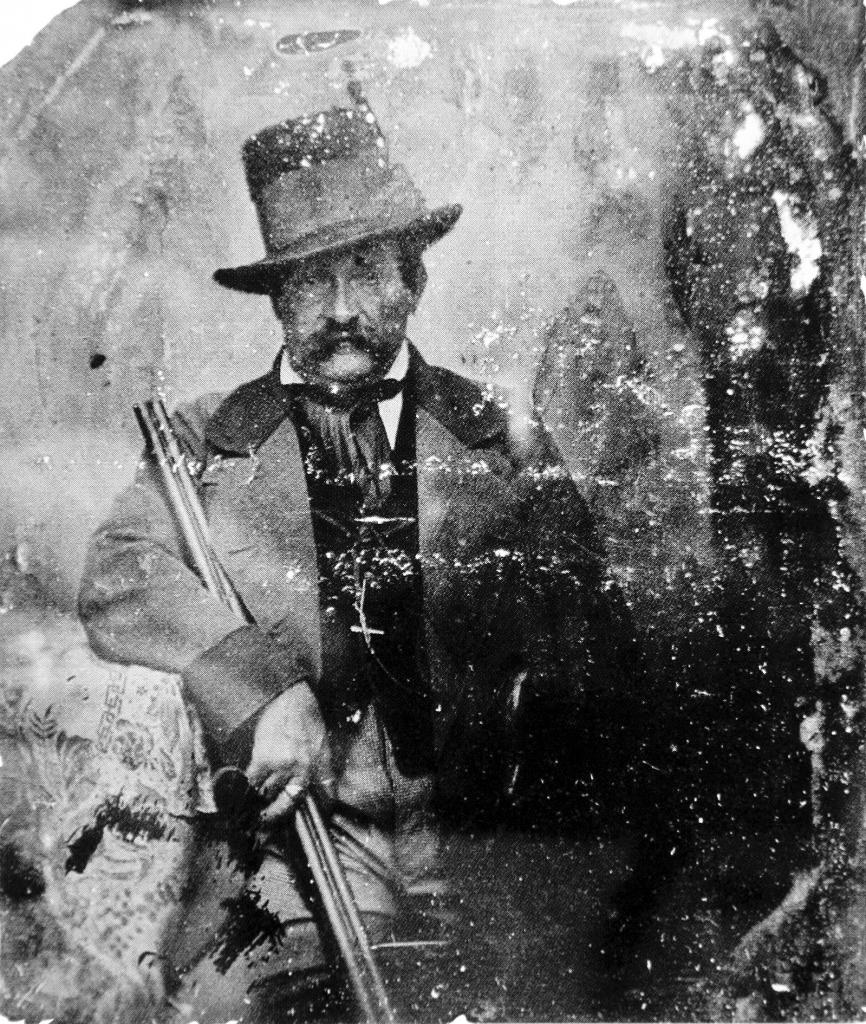
Ritratto maschile (ritratto del cognato), foto sul vetro, circa 1855, 11,5 x 9,2 centimetri, Museo Nazionale Sloveno, Lubiana

L'invenzione della fotografia su vetro nasce dalla sua passione per le scienze naturali, specialmente la chimica, più tardi lo studio della luce e le notizie delle prime fotografie permanenti e sperimentali effettuati con la Dagherrotipia. Il procedimento con le lamine argentate per lui era troppo costoso, per cui il suo spirito innovativo lo spinse verso nuove ricerche. Puhar definisce la sua invenzione, Hyalotipia o Svit Lopis, cioè ripresa della luce trasparente su vetro. La sua invenzione venne anche chiamata Puharotipie.
Le particolarità del suo procedimento sono:
- L'idea geniale di utilizzare come supporto il vetro
- L'utilizzo di materiali, poco costosi e di facile accesso: zolfo (caratteristico di Puhar), mastice, bromuro, iodio, mercurio ed alcool.
- Candela composta da giunchi vegetali
- Camera oscura propria

### Il procedimento
Jannez Puhar ci ha lasciato scritto di suo pugno quasi tutto il procedimento. Non è del tutto esatto, probabilmente ha omesso alcuni particolari per non rivelare del tutto il suo segreto. Fino ad oggi nessuno è mai riuscito a ripetere del tutto i suoi risultati.
Puhar usava vetro comune o levigato. Veniva prima scaldato, poi su di esso si spalmava uno strato di zolfo, materiale sensibile alla luce. Successivamente lo impregnava con vapori di iodio, dopo di che introduceva il vetro nella camera e lo esponeva. Nel frattempo aggiungeva anche mercurio il quale veniva riscaldato sul fondo dell'apparecchio. Dopo l'esposizione rafforzava la flebile foto con dei vapori di bromuro. La foto che si era formata veniva fissata con dell'alcool, poi la ricopriva con della vernice ed un altro vetro.

### Il percorso dell'invenzione
Nel maggio 1841 il giornale La Carniola, pubblica un articolo sui primi successi con la Dagherrotipia e le prime ricerche di Puhar. Un mese più tardi lo stesso giornale pubblica i chiarimenti di Puhar dai quali emergono i vantaggi del suo procedimento. I primi esperimenti e l'invenzione della fotografia su vetro erano quindi nati a Metika, tra il 1840 ed il 1841. Puhar ha perfezionato le sue scoperte a Ljubno nel 1842 ed è riuscito a rendere permanente una foto su vetro. L'invenzione porta la data del 19 aprile 1842. La prima pubblicazione dell'invenzione avviene con l'articolo: "Neu erfundenes Verfahren transparente Helyiotipen auf Glasplatten darzustellen" uscito il 28 aprile 1843. A questo fa seguito il 3 maggio 1843 una ristampa sul giornale di Graz, "Innerosterreichisches industrie und Gewerbe blat" di Graz. Con queste due pubblicazioni Puhar ha inequivocabilmente dimostrato il suo primato dell'invenzione della fotografia su vetro.
Siccome il vetro venne successivamente usato anche da altri, fu difficile per Puhar dimostrare il suo primato. Il francese Abel Niepce ha migliorato la calotipia ottenendo foto su vetro di qualità, informando nell'ottobre 1847 l'Accademia francese delle scienze. Jannez Puhar riesce ad ottenere i giusti riconoscimenti solo tra il 1851 ed il 1852, a Vienna e a Parigi, rimanendo così all'ombra di Niepce. Nonostante ciò, e senza dubbio, fu il primo inventore della fotografia su vetro nel mondo. Anche se Niepce fu in grado di realizzare foto sul vetro cinque anni dopo le foto di Puhar, il suo tempo di esposizione era imparagonabilmente più lungo, purtuttavia i francesi hanno sempre preferito attribuire il primato nel campo della fotografia su vetro al loro compatriota.

### Altre invenzioni nel campo della fotografia
Nel campo della fotografia, oltre all'invenzione della ripresa della luce trasparente sul vetro, Puhar ha continuato a sperimentare diverse possibilità di acquisizione delle immagini. Su questi studi esistono solo le sue relazioni, annotazioni su cataloghi delle mostre e le interpretazioni dei suoi ricercatori: 
- Proiezione su vetro e ingrandimento di immagini con lanterna magica
- Riproduzione delle foto dalle lastre elastiche[4] su carta e vetro
- Eliogravura - ricopiatura delle immagini con colore tipografico e presa
- Fotografia su carta con zolfo e mercurio
- Stampa di platino[5]
- Contatto stampa-foto su vetro[6]
- Fotoriproduzione su carta salata

## Opere in altri campi
Iannesj Puhar era un'artista a tutto campo, approdato nel campo della fotografia grazie alle sue doti artistiche e scientifiche. Era un talento naturale nel disegno e nella pittura. Gli piaceva esprimersi con la poesia, e come compositore musicale : suonava diversi strumenti e fu in grado di costruire un pianoforte, un violino e una chitarra. Dopo la dissoluzione dell'impero austriaco usava scrivere poesie in sloveno e in tedesco. Poesie semplici, di ispirazione popolare, quindi diventate popolari. Inoltre le sue poesie sono state musicate da diversi compositori, tra cui Andrej Vavken e Gregor Rihar.

## Opere

### Fotografie su vetro
Le ricerche del lascito di Puhar hanno fino adesso conservato foto su vetro e la copia del testo.
- Autoritratto della riproduzione dell'immagine su vetro (l'originale è perduto). "Narodni muzej Slovenije Ljubljana" – "Museo nazionale Sloveno di Lubiana"
- Autoritratto, fotografia su vetro 10 x 12 cm. "Narodni muzej Slovenije, Lubiana"
- Ritratto maschile (probabilmente il cognato). Fotografia su vetro, 9,4 x 11,5 cm. "Narodni muzej Slovenije, Lubiana"
- Ritratto femminile (forse la sorella) foto su vetro, 10,3 x 12,1 cm. "Narodni muzej Slovenije, Lubiana"
- Andrej Vavken a Cerklje, fotografia su vetro, 6,7 x 8,4 cm. "Museo per l'architettura e il design di Lubiana"
- Ritratto del compositore Andej Vavken e del pittore Ivan Franke, foto su vetro 9,7 x 11,5 cm "proprietà privata".

### Fotoriproduzioni
- L'isola di Bled, fotoriproduzione colorata del motivo grafico su carta, 6,5x5,1 cm "Narodni muzej Slovenije Ljubljana"
- L'ultima cena, fotoriproduzione colorata del motivo grafico su carta, 7,8 x 6 cm, "Narodni muzej Slovenije Ljubljana"
- Gregor Rihar sulla barca a Bled, fotoriproduzione del disegno di Puhar su carta, 9,1 x 6,3 cm Narodni muzej Slovenije Ljubljana"

### Puharotipie perse
Da diverse fonti scritte si conosce l'esistenza di diverse puharotipie andate perse : 
- 2 puharotipie sottoposte alla visione nel 1849 nel corso dell'assemblea degli scienziati a Lubiana
- 4 immagini acquistate a Bled dal visconte Louis de Dax
- Alcune immagini, inviate a Vienna, all'accademia imperiale della scienza.
- Fotografie, con le quali ha partecipato ai concorsi delle mostre mondiali a Londra, Parigi, New York
- Ritratti dei parenti dal lascito della famiglia Polec distrutti durante la seconda guerra mondiale.

### Dalle annotazioni sappiamo di opere pittoriche perse
- Ritratto della sorella Franzca
- Franzcka sul letto di morte
- Disegno colorato del padre e le sorelle
- Disegno del castello di Bled
- Autosiluette ritagliata di Puhar

## Riconoscimenti
- Nel 1851 ottenne il riconoscimento dell'accademia delle scienze viennese, con la pubblicazione della relazione di Puhar dal titolo "Die Transparentlichtbilder auf Glas". [7]
- Nel 1851 ottenne il diploma dell'accademia francese, l'"Academie nationale agricole, manufacturiere et commerciale".[8]
- Nel 1851 ottenne a Londra una medaglia per le sue innovazioni, durante la "Grande Esibizione del Lavoro delle Industrie di tutte le nazioni. Puhar esponeva, come uno dei tre unici rappresentanti dell'impero austriaco.
- Nel 1853 fu invitato a partecipare a New York, all' "Esibizione industriale di tutte le nazioni" per conto della ditta Englemann Brothers, la quale lo notò a Londra. La mostra a cui partecipò fu vista da più di un milione di visitatori.
- Nel 1855 partecipò a Parigi ottenendo una medaglia, nel corso dell' "Esposizione universale". Jannesj Puhar partecipo con le fotografie su vetro, carta, e copie luminose. Nel catalogo della mostra è presentato come l'inventore delle foto con nuove procedure.

## Denominazioni
- Il premio "Janez Puhar", attribuito dalla "Fotografska zveva Slovenjie",[9] per gli eccezionali risultati ottenuti nel campo della fotografia e per una vita dedicata al lavoro.
- Il suo procedimento di fotografia sul vetro, la Puharotipia.
- Una via di Lubiana, Puharjeva ulica.
- Una via a Kranj, Puharjeva ulica.
- Il diploma di Puhar attribuito dall' "Associazione fotografia Janez Puhar" di Kranj
- La medaglia Puhar, attribuita dall'associazione Janez Puhar di Kranj, e che, dall'anno 2014, viene attribuita anche nelle mostre internazionali FIAP[10]